# San Antonio de la Mar

San Antonio de la Mar (En valenciano Sant Antoni de la Mar) es un barrio ubicado en el municipio de Cullera. Cuenta con una población fija de alrededor de 2.000 habitantes, pero en verano alcanza hasta los 50.000
habitantes. Su nombre proviene de la playa de San Antonio.
Se encuentra a 7 km de Sueca, 47 km de Valencia y 398 km de Madrid.
- Datos: Q6118414